# Chiesa di Santa Caterina da Siena (Napoli)
La chiesa di Santa Caterina da Siena è un luogo di culto di Napoli; si erge nel centro storico della città. Oggi è una delle sedi del centro di musica antica Pietà de' Turchini insieme alla chiesa di San Rocco alla Riviera di Chiaia.

## Storia e descrizione
Si presume che la chiesa sia stata eretta nel XVI secolo da Don Giovanni d'Austria, vincitore della battaglia di Lepanto; la struttura, in seguito, venne unita all'ospedale di San Giacomo, ma anch'esso venne ceduto nel 1613 a Feliciano Zuppardo.
L'edificio si presenta a navata unica, con quattro cappelle per ogni lato e abside semicircolare. La chiesa, oltre a rappresentare una notevole testimonianza storica ed architettonica, è anche custode di testimonianze dell'artigianato napoletano.
Della chiesa seicentesca sono rimaste due acquasantiere e due tele dedicate a Santa Caterina e San Giacomo, attribuite, secondo i documenti, alla scuola di Belisario Corenzio.
Il pavimento in cotto e maiolicato è opera di Ignazio Chiaiese e risale al 1760.
Mario Gioffredo e Fedele Fischetti collaborarono per la creazione degli affreschi sulla volta.
Dello stesso Gioffredo è l'altare maggiore, che testimonia le tendenze classiche dell'artista. 
Gli altari della chiesa sono sormontati da tele realizzate da Paolo De Matteis, Francesco De Mura, Lorenzo De Caro, Fedele Fischetti, Giacinto Diano.